# RBS Change
 (janvier 2021).
RBS Change est une plateforme de gestion de contenu Web (CMS) et de commerce électronique distribuée sous licence Open Source.

## Historique
L’objectif du projet étant de répondre aux principales problématiques auxquelles doivent faire face les intégrateurs de solutions web : mise en œuvre et déploiement de la solution, migrations et maintenance logicielle, intégration de chartes graphiques, personnalisation du fonctionnel du CMS et référencement naturel.
Le développement de RBS Change a commencé en 2006 et plusieurs versions propriétaires se sont succédé. 
Six mois après la liquidation judiciaire de RBS, la société strasbourgeoise Proximis reprend à son compte le développement et exploite en mode "logiciel en tant que service" le logiciel Open Source.
Développée en PHP 5 la plateforme est restée figée sur cette version.